# 福田豊四郎
福田 豊四郎（ふくだ とよしろう、1904年（明治37年）11月27日 - 1970年（昭和45年）9月27日）は、秋田県出身の日本画家。官展から在野へと活動の場を移しながら、生涯日本画の革新を掲げて活躍した。本名は福田豊城。息子に俳優の福田豊土がいる。

## 経歴

### 川端龍子と土田麦僊に師事
秋田県鹿角郡小坂町の生まれ。15歳で画家を志し、京都に出て洋画家・鹿子木孟郎にデッサンを学ぶ。日本画家・川端龍子の作品に感銘を受け、1921年（大正10年）東京で弟子入りするも、師に勧められ一年余で再び京都へ移り、日本画家・土田麦僊に師事する。翌1924年（大正13）第4回国画創作協会展（国展）初入選。同協会は師・麦僊らが文展の審査に不満を持って結成した革新的な団体であり、豊四郎は以後1928年（昭和3年）の同協会解散まで出品を続けた。
1925年（大正14年）京都市立絵画専門学校（現・京都市立芸術大学）入学、1928年卒業。同年、国画創作協会第一部（日本画部門）が解散すると、それまで国展を拠り所に出品を続けてきた若い画家たちのため、麦僊が後ろ盾となって「新樹社」が設立されるが、第2回展を開いたのち同団体は消滅。豊四郎は再び東京に戻り、川端龍子が樹立した「青龍社」に参加するも、1933年（昭和8年）同社が反官展を表明したのを機に脱退した。

### モダニズムの推進
1930年（昭和5年）26歳の若さで第11回帝展の特選を受賞した際、同じ特選受賞者で新進気鋭の日本画家、小松均と吉岡堅二に出会う。3人は1934年（昭和9年）「山樹社」を結成。当時の日本画壇を代表する作家たちの作品に不満を持ったことと、里見勝蔵、長谷川三郎、宮本三郎ら、当時前衛と呼ばれた若い洋画家たちとの交流が同社の結成に影響していた。その後、日本画家・岩橋英遠らを加えた14名で「新日本画研究会」を結成。さらに同会を拡大する形で1938年（昭和13年）「新美術人協会」を発足、これは新日本画を志す有力団体として戦後1947年（昭和22年）まで続いた。
このようにして様々な団体を結成しながら日本画のモダニズムを推し進め、戦前の日本画革新運動の先導者として活躍した。戦前の代表作《樹氷》（1937年、第1回新文展）は郷里の八幡平を描いた作品で、単に写実ではなく、洋画に通じるモダンなフォルムの樹氷と、旧来の日本画的な表現によって天空へ駆け抜ける鹿たちが対照的に描かれている。

### 戦争画
1938年（昭和13年）陸軍従軍画家となり、吉岡堅二と共に満州、華北、華中へと赴く。二人は中国について早々に大連で新作画展を開いており、また数ヶ月に及ぶ従軍行では多くのスケッチを残した。1939年（昭和14年）陸軍美術協会にも早くから加入しているが、具体的に作品をもって活躍しだすのは太平洋戦争以降のことである。1942年（昭和17年）陸軍省からボルネオに派遣され、第1回大東亜戦争美術展に写実的な『英領ボルネオを衝く』を発表。豊四郎の作戦記録画はこれ一点のみだが、その後も徐々に「日本画のモダニズム」と「日本画の戦争画」を折衷させていく姿勢を鮮明にしている。翌年の第2回同展に一般出品した『落下傘』（出品時の題名は『神兵落下』）は、パラシュート部隊の降下の光景を単に写実的な表現にとどめず、日本画の装飾性を活かし、モダンなフォルムで満たした。また、1944年（昭和19年）陸軍美術展（第2回）に出品した『馬来作戦絵巻』は、日本軍のマレー上陸からシンガポール陥落までの流れを描き、日本古来の合戦絵巻を連想させる。6巻あわせて10ｍ以上にもなり、日本画は油絵200号の大きさに準ずることと規定されていた作戦記録画ではできない表現を試みたことがわかる。リアリズムを要求される戦争画の制作は、当時から日本画家には不利とされていたが、絵巻形式の本作は日本画家ならではの挑戦だった。戦後、『英領ボルネオを衝く』および『スンゲパタニに於ける軍通信隊の活躍』は、GHQに軍国主義的であるとして没収されたが、1970年（昭和45年）に国内に戻り東京国立近代美術館に収蔵されている。

### 創造美術協会
1945年（昭和20年）2月には秋田県由利郡に疎開し、翌年2月東京に戻った。1948年（昭和23年）山本丘人、上村松篁、吉岡堅二ら13名と「世界性に立脚する日本絵画の創造」をスローガンに「創造美術協会」を結成。創造美術第1回展に出品した《秋田のマリヤ》では、土間の片隅で仕事の手を休め、乳を与える母親を描いている。戦後の混乱の中から創造美術という新団体を結成するにあたって、日本のイコンとして描かれた本作は、日本画の新生を期した豊四郎の戦後の代表作とされる。同協会は1952年（昭和27年）に「新制作協会」に合流して日本画部となり（現・創画会）、豊四郎はその設立委員となった。
1955年（昭和30年）《滝》で第7回毎日美術賞を受け、翌年アジア連帯文化使節の一員としてヨーロッパ、ソ連、中国に約3カ月間派遣された。このほか、井上靖ら多くの新聞連載小説の挿絵を手がける。著書に『福田豊四郎画集』(私家版)、『田園十二カ月』(南天子画廊)、『美しさはどこにでも』(牧書店・サンケイ出版賞受賞)、木下順二共著『夕鶴』(新潮社)など。
晩年は肝硬変による入退院を繰り返し、1970年（昭和45年）9月27日、東京都世田谷区の自宅で65歳で没した。

## 新しい日本画
豊四郎は“新しい日本画”への改革について次のような考えを述べている。
- 「新と言う意味はオリジナリティーを意味する。自然は永遠に変化しないが画家の目、頭脳は新しい観点から観照し表現しなければならない。博物館は歴史を教える、しかしわれわれは歴史を作らなければならない。[17]」
- 「宗達、光琳、山楽、永徳ら皆その芸術の偉大性は、その単純化された緊密な表現が自然そのものの真実性を抜き差しならないところまで追い詰めている。[18]」
- 「日本画は平面である。かつてそれ故にデコラティブ（装飾的）な形式の進歩があり、色面が浅いから空白を生かし、量感が出ないから象徴的に自然を凝視してきた。自分は日本画の新しい進歩段階として封建鎖国主義から開放されて、洋風絵画の摂取は一つの過程・必須の条件だと考える。[18]」

## 作品
日本画の平面性に対して、“奥行き”“量感”“質感”といった表現を、“彩色”“ 輪郭線”によって用いている。豊四郎の代表作でもある『海女』（東京国立近代美術館）ではそのような表現がなされており、また独自の画風から色彩の濃淡などで存在感や躍動感を表現したとされた。
キュビスムへの試みとして『八郎潟凍漁』や『五月山湯』（秋田県立近代美術館）では、視点を横から真上と廻る目線の動きにより空間や立体の表現を模索したとされる。
『ふるさとへ帰る』（第28回新制作展）、『樹氷』（秋田県立近代美術館）などのシュルレアリスムへの影響も見られ、『早苗曇り』（秋田県立近代美術館）では無駄を省き、単純化した大胆な構図のなかで、雨もよいの空気を表現し、帝展特選となった。
また豊四郎は新聞挿画なども多数手がけており、井上靖、今日出海、林芙美子、三浦綾子等がある。
「私の作風はロマンティックレアリスムである」と言っていたように、いずれの作品も秋田の叙情性をテーマとして選び心温まる作風でもある。

## 画集など
- 「福田豊四郎画集」 造形芸術社 1941
- 「美しさはどこにでも」 牧書店 1956
- 「田園抄村童12ケ月 画集」　南天子画廊 1967
- 「わがうたはふるさとのうた」 三彩社 1972
- 「福田豊四郎素描集」 秋田魁新報社 1982
- 「福田豊四郎 その人と芸術」 山種美術館 1991
- 「福田豊四郎展図録 生誕百年 わがうたはふるさとのうた」 秋田県立近代美術館 2004